# Højst (parochie)
Højst  (Duits:Hoist) is een parochie van de Deense Volkskerk in de Deense gemeente Tønder. De parochie maakt deel uit van het bisdom Ribe en telt 899 kerkleden op een bevolking van 1051 (2004). Tot 1970 was de parochie deel van Slogs Herred. In dat jaar werd de parochie opgenomen in de nieuwe gemeente Løgumkloster. Deze ging in 2007 op in de vergrote gemeente Tønder.